# Nunatak (musikgrupp)
Nunatak är ett indierockband bestående av forskare från Storbritanniens nationella institut för forskning på Antarktis. Med bas i Rothera Research Station undersöker bandets medlemmar  klimatförändringar och evolutionär biologi på den Antarktiska halvön. Bandet uppmärksammades när de den 7 juli 2007 deltog i Live Earth-galan som den enda akten från Antarktis. Publiken bestod av 17 andra personer från forskningsstationen.

## Medlemmar
Bandet består av följande forskare vid British Antarctic Survey:
- Matt Balmer – sång och gitarr
- Tris Thorne – violin
- Ali (Alison) Massey – saxofon
- Rob Webster – trummor
- Roger Stilwell – bas